# Parched
Parched là một bộ phim truyền hình Ấn Độ năm 2015 được viết và đạo diễn bởi Leena Yadav và được sản xuất bởi Ajay Devgan dưới biểu ngữ Ajay Devgn FFilms của ông. Nó được công chiếu tại phần Thuyết trình đặc biệt của Liên hoan phim quốc tế Toronto 2015. Tại Ấn Độ, bộ phim phát hành vào ngày 23 tháng 9 năm 2016.

## Cốt truyện
Parched là câu chuyện về bốn người phụ nữ ở một ngôi làng sa mạc Rajasthan, Ấn Độ. Ngôi làng và xã hội đang bị ảnh hưởng bởi một số tệ nạn xã hội, truyền thống lâu đời và tập tục gia trưởng, hôn nhân trẻ em, của hồi môn, cưỡng hiếp hôn nhân và lạm dụng thể xác và tinh thần.
Rani (Tannishtha Chatterjee) là một góa phụ đang đấu tranh để hỗ trợ mẹ chồng và con trai tuổi teen của mình, Gulab (Riddhi Sen). Theo phong tục của làng, Rani kết hôn với Gulab với một cô dâu trẻ bằng cách trả một khoản tiền lớn cho gia đình cô dâu. Trong khi đó, Gulab là người thiếu tôn trọng, nổi loạn và thích lừa đảo với một nhóm bạn, dành thời gian với gái mại dâm. Janki (Lehar Khan), cô dâu trẻ, hy vọng ngăn chặn cuộc hôn nhân bằng cách cắt tóc nhưng vẫn bị ép buộc vào mối quan hệ. Lajjo (Radhika Apte) sống cùng làng với Rani, và là một người bạn thân và trợ giúp trong các cuộc đấu tranh của Rani. Lajjo đang trong một cuộc hôn nhân ngược đãi với một người chồng nghiện rượu, Manoj (Mahesh Balraj). Thất bại trong việc thụ thai, Lajjo bị chế giễu vì vô sinh và do đó vô giá trị trong mắt chồng và xã hội. Người phụ nữ thứ tư là Bijli (Surveyen Chawla), một vũ công khiêu dâm trong một công ty giải trí du lịch. Bijli đóng vai trò là cố vấn cho cả Rani và Lajjo.
Bộ phim bắt đầu với cảnh Rani và Lajjo đến thăm một ngôi làng khác để gặp Janki và gia đình cô. Trong khi đó, Gulab và bạn bè của anh ta được nhìn thấy quấy rối một người phụ nữ có học thức, làm việc, cho đến khi chồng cô, Kishan (Sumeet Vyas) tiếp cận. Khi ở nhà của Janki, Rani nhận được cuộc gọi trên điện thoại di động do Gulab đưa cho cô. Các cuộc gọi nặc danh bắt đầu như một số sai nhưng đã phát triển thành tán tỉnh nhút nhát.
Sau đó, tại Gram Panchayat, ngôi làng tham gia giải quyết các vấn đề địa phương. Vấn đề đầu tiên là về một cô gái tên Champa (Sayani Gupta) đã chạy trốn khỏi chồng và cố gắng trở về với bố mẹ. Panchayat buộc cô phải trở về mặc dù cô tiết lộ rằng tất cả các thành viên gia đình nam của chồng cô đều cưỡng hiếp cô. Kishan và vợ cố gắng can thiệp nhưng bị chế giễu vì những ý kiến tiến bộ của họ. Kishan là một doanh nhân địa phương có tư duy tiến bộ và sử dụng phụ nữ trong làng cho các công việc thủ công và thủ công. Những người phụ nữ tiết lộ tại Panchayat rằng Kishan đã đảm bảo một hợp đồng lớn cho các sản phẩm thủ công của họ và vì vậy họ đã sẵn sàng để tiết kiệm tiền cho việc lắp đặt tivi. Những người lớn tuổi miễn cưỡng đồng ý và điều này khiến một số người đàn ông trong làng tức giận, bao gồm Gulab, người phẫn nộ Kishan vì đã cố gắng giải phóng phụ nữ.
Những người đàn ông làng bảo thủ và gia trưởng được nhìn thấy là liên tục đến thăm bijli. Cô ngày càng từ chối những lời đề nghị cho hoạt động mại dâm làm phiền ông chủ của mình, người đe dọa sẽ thay thế cô bằng một cô gái trẻ mới Rekha (Tanya Sachdeva). Cuộc hôn nhân không hạnh phúc của Gulab làm trầm trọng thêm các vấn đề tức giận và thái độ kém cỏi của anh đối với phụ nữ. Janki liên tục bị Gulab đánh đập và cưỡng hiếp. Sau khi bị ma cô đe dọa, Gulab và bạn bè đã trút giận lên Kishan. Đầu tiên họ phá hủy hàng hóa thủ công của anh ta, và sau đó họ đánh đập anh ta dữ dội, khiến Kishan và vợ rời khỏi làng.
Thất vọng, Bijli đón Rani, Lajjo và Janki, và ghé thăm một pháo đài địa phương. Lajjo nhận ra rằng chồng mình chứ không phải cô ấy có thể là người vô sinh. Trong một thí nghiệm, Lajjo có quan hệ tình dục với người yêu của bijli (Adil Hussain) và mang thai. Bijli trở lại công ty và thấy rằng điểm khiêu vũ của cô đã được trao cho Rekha. Cô viện đến việc tham gia vào quan hệ tình dục thô bạo với nhiều người đàn ông để kiếm tiền.
Rani phát hiện ra rằng Gulab đã đánh cắp chút tiền tiết kiệm cuối cùng của cô và đối mặt với anh ta. Anh ta tấn công Janki và sau đó giận dữ bỏ đi, để lại những người phụ nữ tự bảo vệ mình. Ngày hôm sau, Rani bán nhà và trả hết nợ. Cô giải thoát cho Janki về cuộc hôn nhân của mình, cho phép cô đoàn tụ với người yêu thời thơ ấu và tiếp tục việc học. Lajjo thông báo cho Manoj về việc cô mang thai và anh ta bắt đầu đánh đập cô, ngụ ý rằng anh ta nhận thức được vô sinh của mình. Anh vô tình rơi vào một đám cháy và bị bỏng nặng, trong khi Lajjo xem. Rani, Lajjo và Bijli cuối cùng quyết định chạy trốn khỏi ngôi làng để tìm kiếm một cuộc sống tốt hơn, tránh xa mọi khổ sở của phong tục, truyền thống và chế độ phụ hệ.

## Diễn viên
- Tannishtha Chatterjee trong vai Rani
- Radhika Apte trong vai Lajjo
- Surveen Chawla trong vai Bijli
- Adil Hussain là người yêu bí ẩn
- Sumeet Vyas trong vai Kishan[4]
- Lehar Khan trong vai Janki, vợ của Gulab
- Riddhi Sen trong vai Gulab, con trai của Rani
- Sayani Gupta trong vai Champa
- Samuel Macdonald trong vai Parched

## Tiếp nhận

### Văn Phong
Bộ phim đã thất bại trong việc có các bộ sưu tập phòng vé đáng kể sau khi phát hành ở Ấn Độ. Bộ phim đã thu về 12,03 đô la Mỹ (1,79 triệu đô la Mỹ) trên toàn thế giới, bao gồm cả 1,98 đô la Mỹ (294,663 đô la Mỹ) ở Ấn Độ và 1,5 triệu đô la Mỹ (10,95 đô la Mỹ) ở các thị trường khác. Nó thành công nhất ở Pháp, nơi nó thu được 1.072.253 đô la, từ 160.379 doanh thu bán vé, cao thứ tư cho một bộ phim Ấn Độ, sau Salaam Bombay, The lunchbox và Jalsaghar. Parched cũng thu được 235.223 € ($ 264,058) tại Tây Ban Nha.

### Phản ứng quan trọng
Bộ phim đã nhận được sự hoan nghênh quan trọng. Trên trang web tổng hợp đánh giá Rotten Tomatoes, Parched có số điểm phê duyệt 90% trên cơ sở 21 đánh giá với xếp hạng trung bình là 7.4 trên 10.
Meena Iyer từ The Times of India đã đánh giá bộ phim 4,5 trên 5 sao và đề cập rằng Parched "đưa bạn vào một lãnh thổ đáng lo ngại và kích thích tư duy". Anupama Chopra của Hindustan Times đã đánh giá bộ phim 3 trên 5 câu nói rằng: "Câu chuyện lớn hơn của bộ phim là trơ và vụng về nhưng các nhân vật nữ có tinh thần sẽ ở lại với bạn." Saibal Chatterjee của NDTV đã cho bộ phim xếp hạng 4 trên 5 câu nói rằng, "Leena Yadav's Parched là một con thú không thể cưỡng lại của một bộ phim. Như một trò giải trí, nó đi vào nơi mà điện ảnh Ấn Độ hiếm khi không bị lợi dụng - tưởng tượng của những phụ nữ làng bị đàn áp từ lâu, những người không còn sẵn sàng để che giấu những bức màn hạn chế của họ. " Shubhra Gupta của The Indian Express đã cho bộ phim xếp hạng 2 trên 5 câu nói rằng, "Bộ phim của Radhika Apte, Surveyen Chawla và Tannishtha Chatterjee bị thất bại bởi quá nhiều bạo lực và độ bóng không cần thiết." Người Hindu chỉ trích bộ phim nói rằng, "Parched là một bản cáo trạng thiếu thuyết phục về tính gia trưởng mà cảm thấy được dàn dựng." và đã cho bộ phim xếp hạng 2 trên 5. Suparna Sharma của Deccan Chronicle đã cho bộ phim xếp hạng 2,5 trên 5 câu nói rằng, "Parched cảm thấy như nó bất ổn, đấu tranh giữa việc muốn kể một câu chuyện có thật, nhưng cũng thích pha chế một câu chuyện cổ tích kết thúc có hậu. "
Rajeev Masand của News18 đánh giá bộ phim là 3 trên 5 và gọi đó là "chuyến đi giải trí" nhưng cũng ước rằng "Yadav không hất tất cả những người đàn ông trong làng bằng cùng một bàn chải, ngoại trừ một vài nhân vật ở đây với chỗ ấy." Aseem Chhabra của Rediff đã ca ngợi diễn xuất của Tannishtha Chatterjee và Radhika Apte và cho biết bộ phim được xếp hạng 3,5 trên 5 câu nói rằng, "dưới sự hướng dẫn có thể của Yadav, Parched thực sự tỏa sáng." Katie Walsh của Los Angeles Times đã ca ngợi bộ phim nói rằng, "Parched" của Leena Yadav là một viên ngọc sáng của một bộ phim, đáng ngạc nhiên là hài hước, tươi mới và lạc quan trong cách nói về chủ đề phức tạp và thường tối của chính trị tình dục ở vùng nông thôn Ấn Độ. " Alissa Wilkinson của Roger Ebert đã đánh giá bộ phim 3 trên 4 câu nói rằng, "Parched" sống động mạnh mẽ, đầy màu sắc, ánh sáng và chuyển động và âm nhạc. Có tình dục trong bộ phim này, và có khiêu vũ, và có các loại vải và thực phẩm rực rỡ và lửa. Đó là một nơi khô ráo, nhưng người ta có vẻ đẹp. "Justin Lowe của The Hollywood Reporter đã xem lại bộ phim nói rằng Parched là" có thiện chí, nhưng rộng rãi. "Sweta Kausal của Hindustan Times nói rằng bộ phim rất quan trọng bởi vì nó cố gắng ăn mừng cuộc đấu tranh lâu dài chống lại hệ thống gia trưởng bất công. Glenn Kenny từ tờ New York Times đã nói rằng "tình cảm đơn giản và không suy nghĩ của bộ phim đối với các nhân vật chính của nó mang lại cho Parched một giai điệu thường xuyên."

### Giải thưởng
| Năm  | Name of Competition               | Hạng mục          | Kết quả   | Recipients                |
| ---- | --------------------------------- | ----------------- | --------- | ------------------------- |
| 2016 | 10th Asia Pacific Screen Awards   | Kịch bản hay nhất | Đề cử     | Leena Yadav, Supratik Sen |
| 2016 | Indian Film Festival of Melbourne | Giám đốc tốt nhất | Đoạt giải | Leena Yadav               |